# Dipiù
Dipiù è un settimanale italiano pubblicato dal gruppo Cairo Editore. È tra i più diffusi periodici familiari d'attualità italiani. La testata è diretta da Osvaldo Orlandini.

## Storia
Nel 2004 viene immesso sul mercato un nuovo settimanale popolare, «Settimanale Dipiù», affidato alla direzione del giornalista e scrittore Sandro Mayer. La rivista, lanciata da Cairo Editore, ottiene subito un ampio consenso presso il pubblico registrando il tutto esaurito in edicola e, dopo pochi mesi, si attesta con oltre 800.000 copie medie settimanali, al secondo posto tra i periodici in Italia. Nel 2005 il direttore Mayer lancia DiPiùTv, che si attesta in breve tempo al terzo posto in edicola con una media di 600 000 copie vendute. Attualmente DiPiù risulta saldamente al primo posto tra i settimanali familiari più venduti in edicola, a grande tiratura (400 000 copie). Dal 30 novembre 2018 Dipiù è diretto da Osvaldo Orlandini.

## Curiosità
Nel settimanale chiamato Dipiù TV vi è una rubrica denominata "TV & RADIO parliamo delle altre" su cui vengono raccontate settimanalmente Radio e TV locali presenti sul territorio Italiano.   